# Marc Powers
Marc Powers (* 10. Juli 1990 in New York City) ist ein US-amerikanischer Tennisspieler.

## Karriere
Marc Powers war stets unter den 20 besten Juniorspielern in den USA, spielte aber keine Turniere auf der ITF Junior Tour.
Powers spielte in seiner gesamten Karriere nur zwei Profiturniere, diese aber beide auf der ATP Tour. Jeweils durch eine Wildcard der Turnierverantwortlichen in New Haven nahm er 2009 und 2010 an der Qualifikation teil und verlor jeweils in zwei klaren Sätzen. 2010 erhielt er zusätzlich noch eine Wildcard fürs Doppel, wo er mit Nolan Paige antrat. Sie unterlagen zum Auftakt Wesley Moodie und Dick Norman mit 4:6 und 2:6.
Von 2009 bis 2013 studierte er an der Yale University das Fach Politik. In dieser Zeit spielte er auch College Tennis. In seiner Karriere kam er dort auf eine Bilanz von 106:63. Nach seinem Studium spielte er kein Tennis mehr. Er konnte sich nie in der Tennisweltrangliste platzieren.